# Paraxoes semperi
Paraxoes semperi là một loài bọ cánh cứng trong họ Cerambycidae.